# Mšicovka jedlová
Mšicovka jedlová (Mindarus abietinus) je mšice poškozující jehlice dřevin sáním. Dospělci i larvy sají na jehlicích mladých větví. Na jehlicích i na výhonech se tvoří bílé povlaky a jsou potřísněny medovicí. Jehlice se kroutí rubem nahoru a později rezaví.

## EPPO kód
MINDAB

## Zeměpisné rozšíření
Mšicovka jedlová se vyskytuje v Evropě, na Středním Východě a v Asii a v Severní Americe. V Česku je běžným druhem

## Popis
Křídlaté mšice mají délku těla kolem 1.5-2.7 mm. Mšice jsou zelenavé, na zadečku šedě pruhované, obalené voskovým popraškem vylučovaným na povrch těla. Tykadla, hřbet a nohy jsou zřetelně tmavší. Bezkřídlí jedinci jsou velcí 1,7 až 2,0 mm.

## Biologie
Hostitelem mšicovky jedlové jsou jedle, na které parazitují všechny tři generace. Z přezimovaného vajíčka se na jaře líhnou bezkřídlé, partenogeneticky rozmnožující se samičky, tzv. fundatrix a sají na bázích jedlových jehlic, které se překrucují spodní stranou nahoru. Malé sexuální formy se líhnou v červnu a kladou vajíčka, které přezimují. Okřídlené podzimní stadium zabezpečuje šíření mšic na nové stanoviště.
Vyskytuje se v lesích, parcích a zahradách s přítomností hostitelského stromu.

## Význam
Ohroženy jsou mladé dřeviny, důsledkem napadení mšicovkou může být odumírání větví i celých stromů. Při silnějším posátí jehlice usychají a opadávají. Jsou známé případy vážných přemnožení.
Příznakem nákazy jsou jehlice, které se v červnu až v červenci kroutí směrem nahoru, jsou vidět spodní bílé proužky a lze také nalézt mšice obalené vatovitou hmotou na jehlicích. Jejich okolí je znečištěno medovicí. Napadené letorosty zakrňují. Mšicovka jedlová může být zaměněna za listopase a listohlody.

### Ochrana rostlin
Ochrana rostlin zpravidla není nutná. Lze použít preventivní ošetření zimními postřiky. Během roku ve školkách postřik insekticidy nebo aficidy.

### Vánoční stromky
Maloobchodní zákazníci nakupující vánoční stromky nedokáží rozlišit zdravé stromky od stromků se lehce či středně napadených mšicovkou jedlovou. Vážné škody (> 50% poškozených výhonů) již ale ovlivní vnímání zákazníků.